# Ciężkowice
Ciężkowice – miasto w Polsce położone w województwie małopolskim, w powiecie tarnowskim, siedziba gminy miejsko-wiejskiej Ciężkowice.
Ciężkowice uzyskały lokację miejską w 1348 roku, zdegradowane w 1934 roku, ponowne nadanie praw miejskich w 1998 roku.
Zapisywane jako Cieszkowice były miastem królewskim starostwa bieckiego w powiecie bieckim województwa krakowskiego w końcu XVI wieku. W latach 1975–1998 miejscowość administracyjnie należała do województwa tarnowskiego.
Przez miasto przebiegają: droga wojewódzka nr 977 i linia kolejowa nr 96 ze stacją Bogoniowice Ciężkowice.
Ze względu na zachowany średniowieczny układ urbanistyczny i zachowaną drewnianą zabudowę w obrębie rynku miasto włączono do Małopolskiego Szlaku Architektury Drewnianej.

## Położenie
Ciężkowice są położone na Pogórzu Ciężkowickim nad rzeką Białą.
Miasto ma charakter rolniczo-turystyczny. Według danych z 30 czerwca 2012 liczyło 2501 mieszkańców.

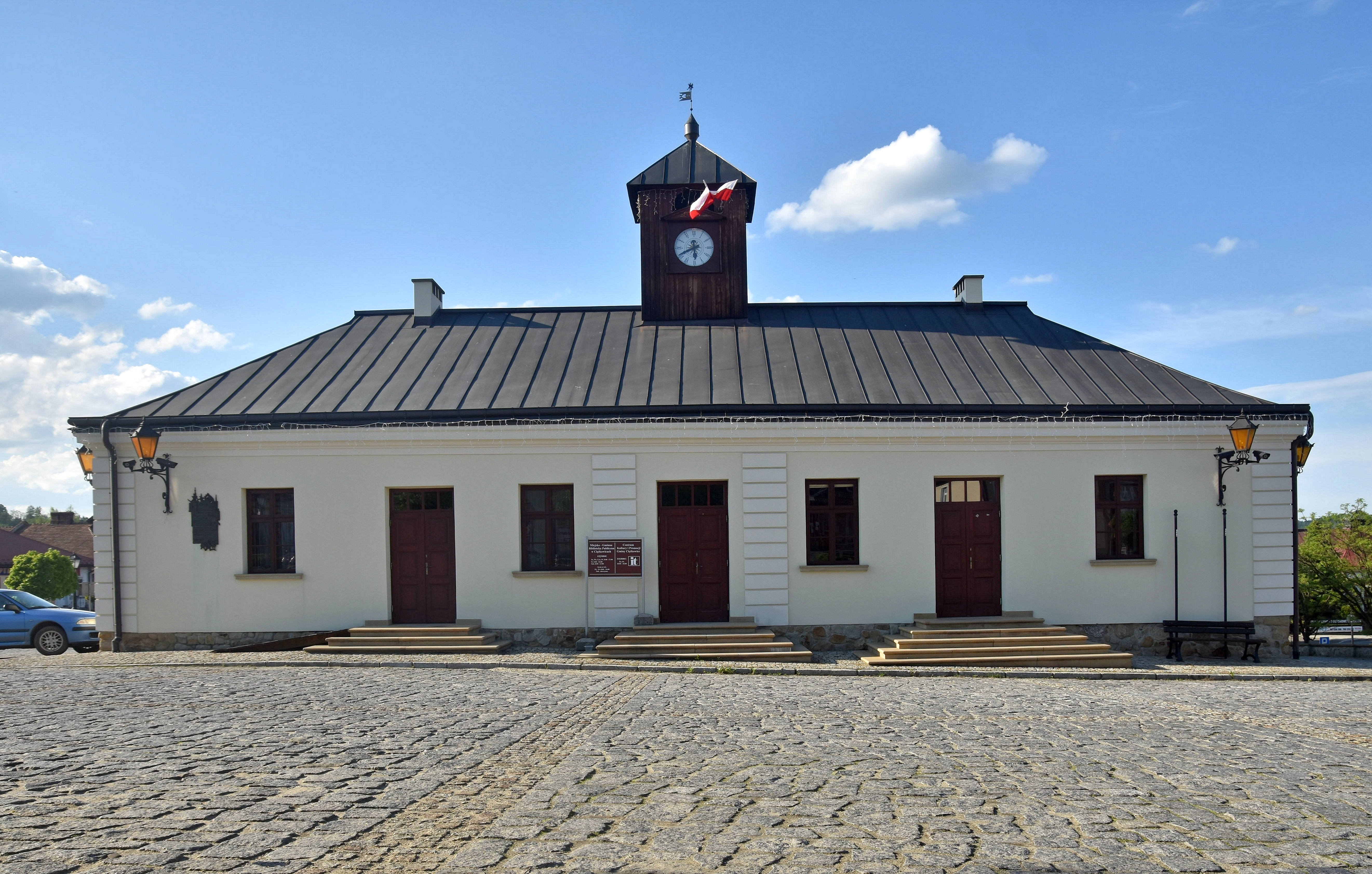
Ratusz
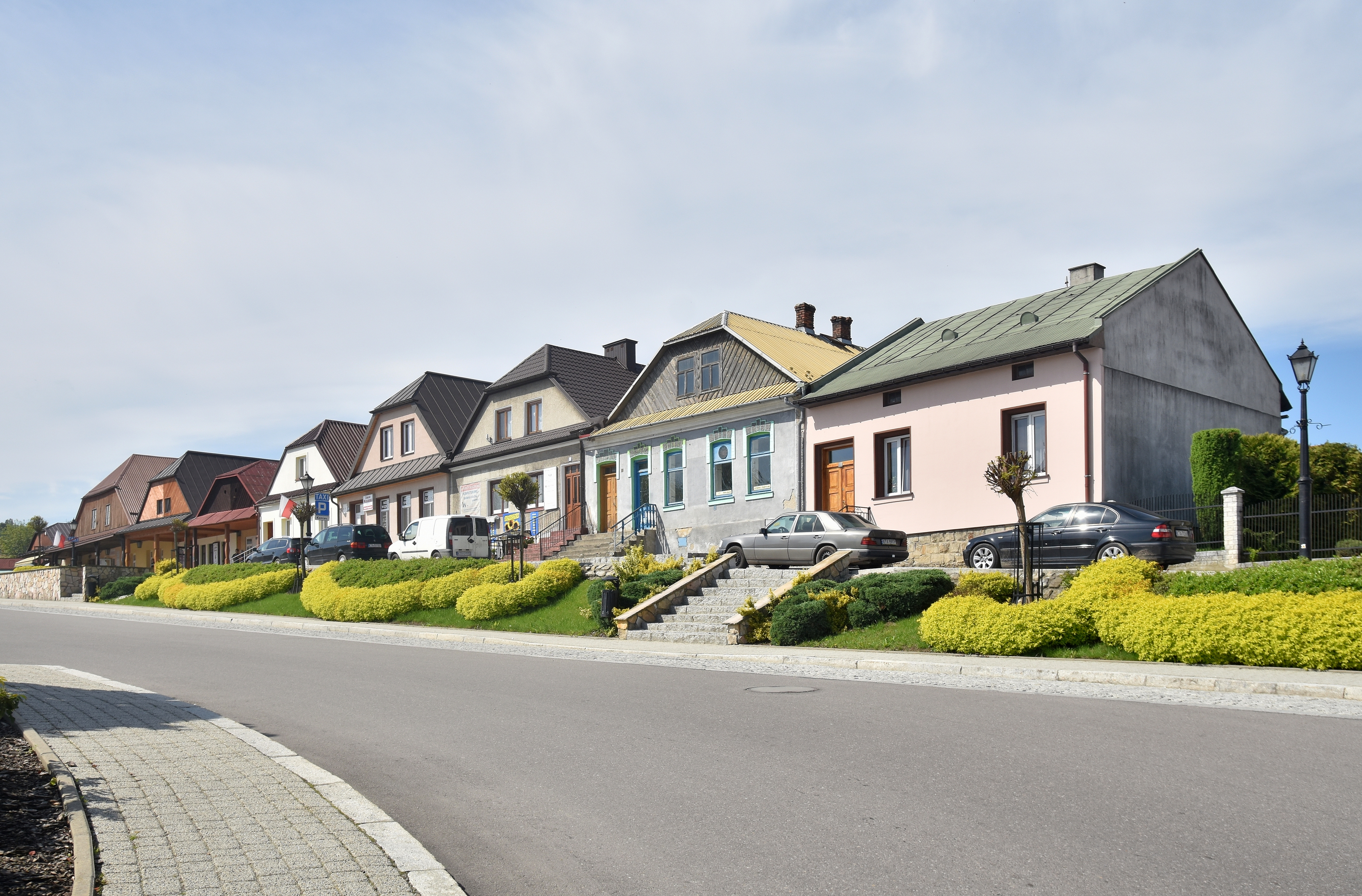
Rynek, pierzeja zachodnia
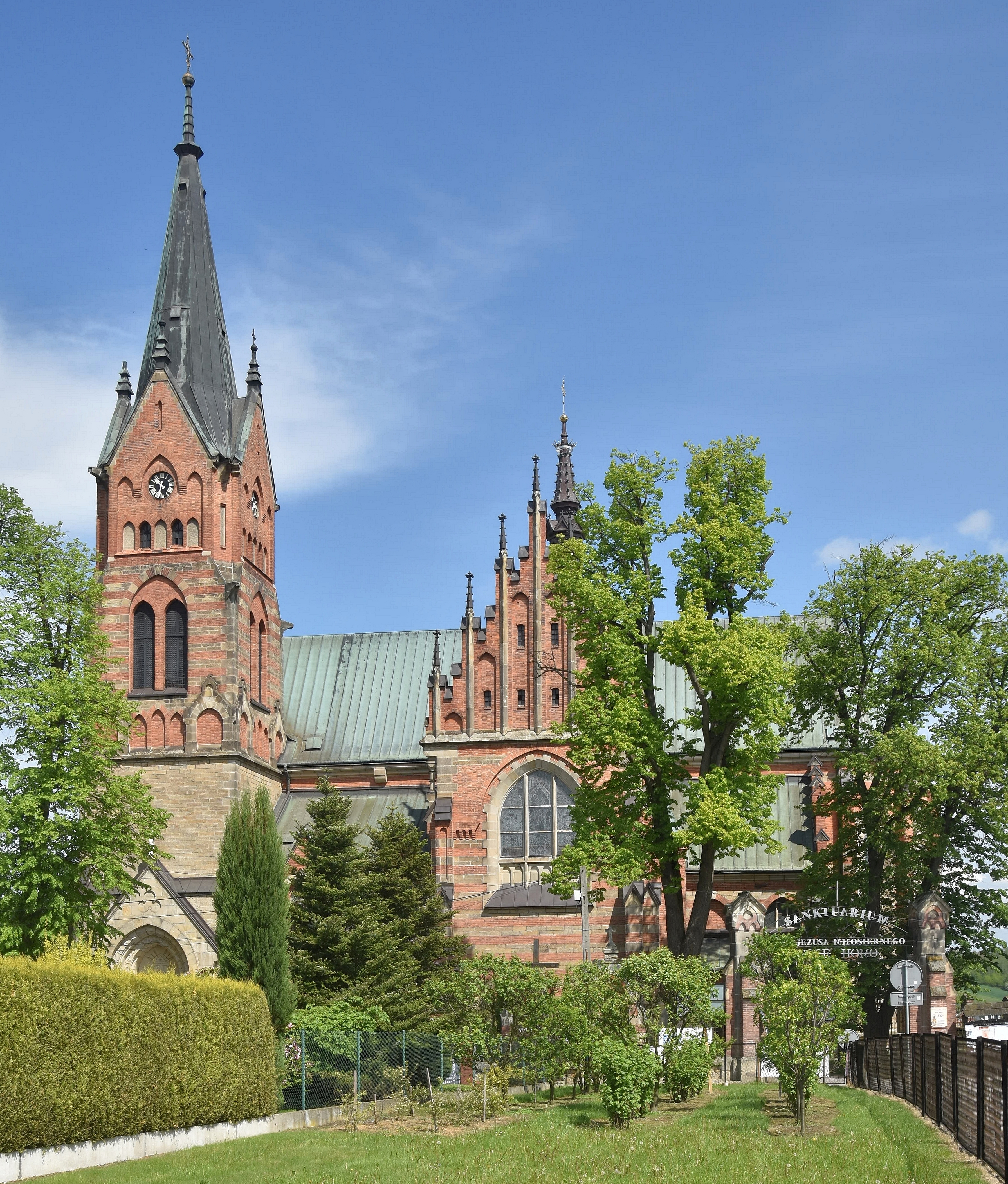
Kościół św. Andrzeja Apostoła

## Historia
Legendy głoszą, że założycielem Ciężkowic był Cieszko, stryj Mieszka I, wędrujący wraz ze swą drużyną przez Małopolskę. Zabłądziwszy kiedyś na polowaniu, wojowie natknęli się na uroczą krainę. Wielu z nich ziemie te spodobały się tak bardzo, że osiedlili się tam, na cześć wodza nazywając swą osadę Cieszkowicami.
Pierwsza wzmianka o osadzie pochodzi z 1125 w postaci nazwy Cecouici w łacińskim tekście legata papieskiego Idziego z Tuskulum. Z dokumentu wynika, że wieś była własnością benedyktynów tynieckich. W innym dokumencie – bulli z 1229 r. – papież  Grzegorz IX także wymienia miejscowość jako przynależącą do dóbr opactwa w Tyńcu.
Osada została założona w 1288. Zezwolenie na lokację miasta wydał 29 lutego 1348 Kazimierz Wielki. Miasto królewskie zostało założone na prawie magdeburskim pomiędzy 1339 i 1343 rokiem. Zasadzenia miasta dokonali dwaj mieszczanie ze Starego Sącza – bracia Minard i Mikołaj.
Przez Ciężkowice przebiegały szlaki handlowe, prowadzące z Czech i Węgier do Krakowa. Miasto posiadało prawo do organizacji cotygodniowych targów. Handlowano głównie wyrobami tkackimi i rzemieślniczymi, solą oraz produktami rolniczymi, szczególnie szeroko znanym ciężkowickim nabiałem. Sprowadzano węgierskie wina oraz konie. Do dziś co środę na rynku ciężkowickim organizowany jest targ.
W XIV w. w Ciężkowicach istniał kościół pod wezwaniem św. Krzyża, założony przez benedyktynów, który potem wyburzono. W 1358 r. wybudowano kościół pod wezwaniem św. Andrzeja i założono parafię. Współczesny kościół, w stylu gotyku nadwiślańskiego, pochodzi z początku XX wieku.
W końcu XVI wieku były miastem królewskim starostwa bieckiego w powiecie bieckim województwa krakowskiego.

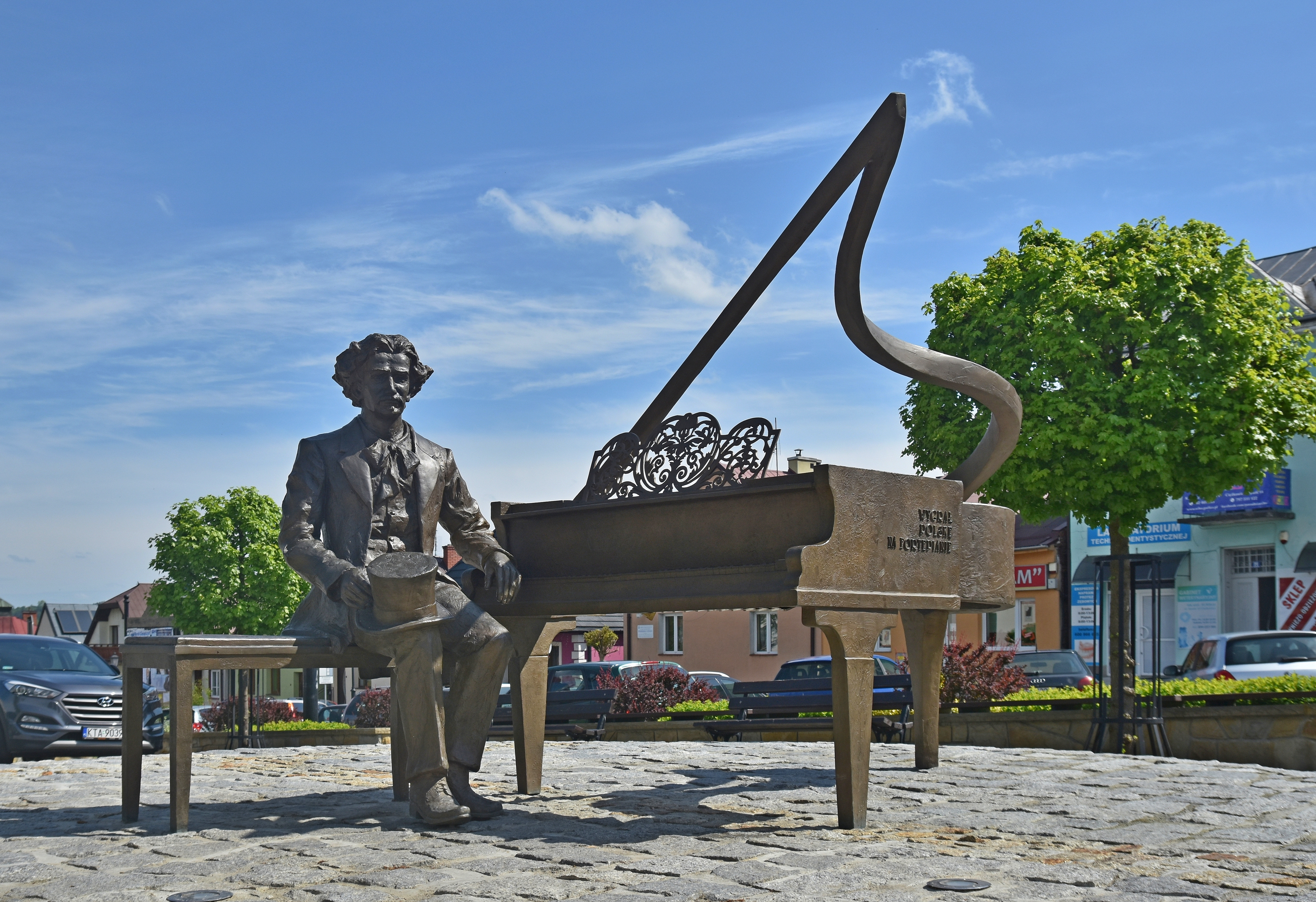
Rynek, pomnik Paderewskiego
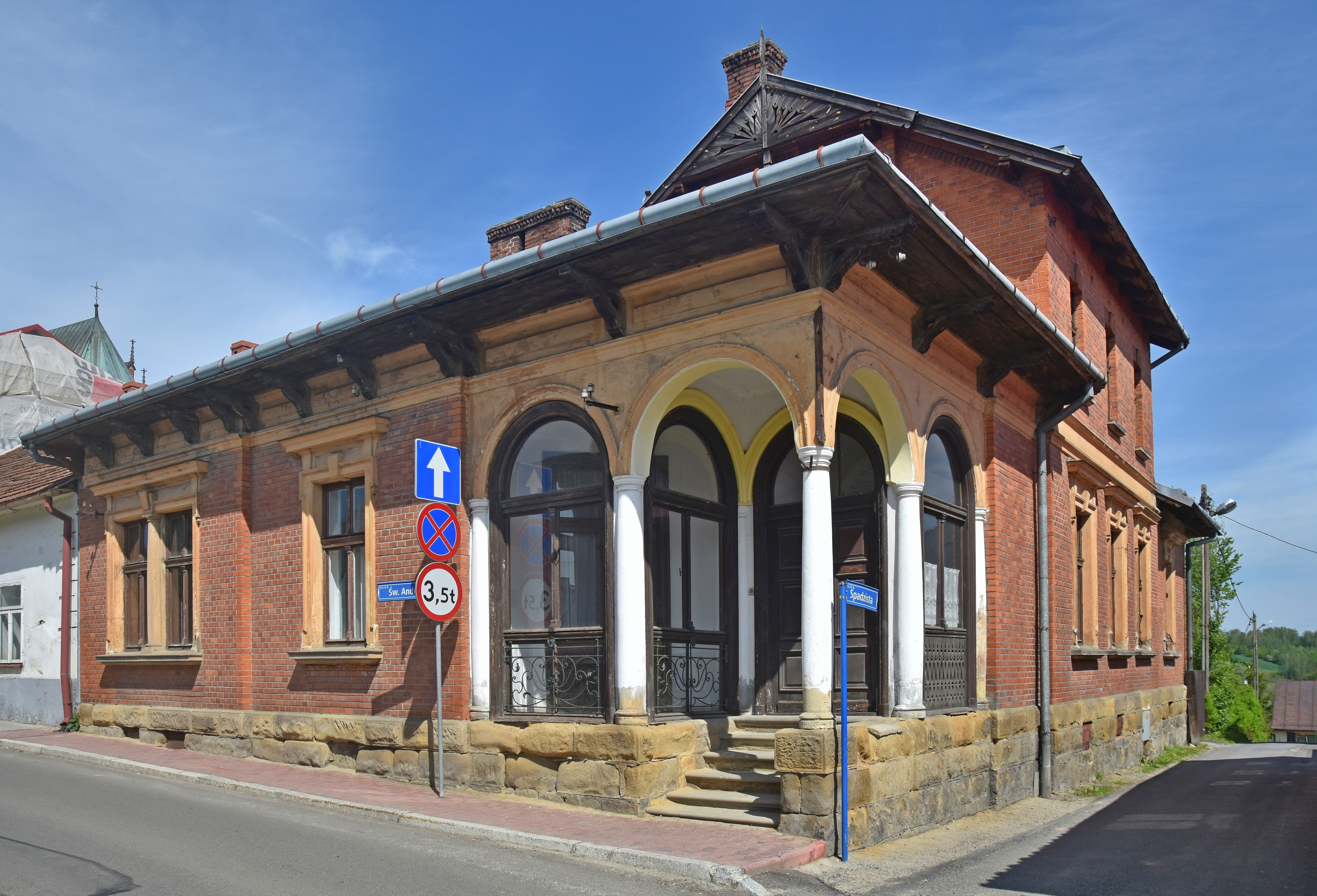
Rynek, dawna zabudowa
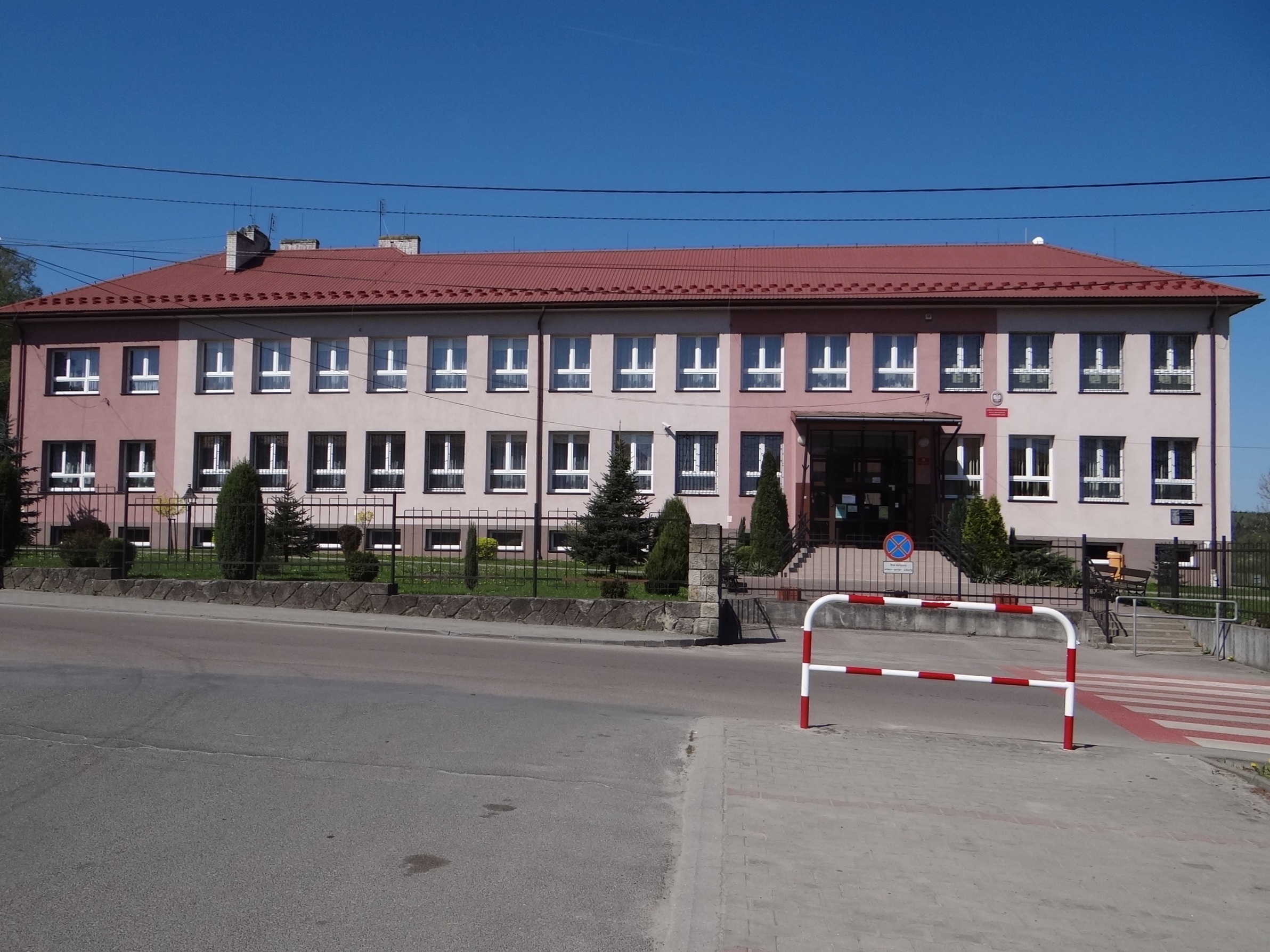
Szkoła

Ciężkowice straciły na wielkości i znaczeniu w okresie zaboru austriackiego, kiedy językiem urzędowym był niemiecki. Językiem niemieckim posługiwano się w szkołach. Wprowadzono wtedy trzy klasy nauczania:
- do klasy elementarnej uczęszczali uczniowie w wieku 6–12 lat; uczyli się poznawania liter niemieckich, głoskowania i czytania oraz tłumaczenia poszczególnych wyrazów z języka niemieckiego na polski;
- w klasie pierwszej (8–14 lat) obowiązywał mały katechizm w języku niemieckim i polskim, czytanie niemieckie i polskie, pisanie, rachowanie, ortografia, znajomość głównych części mowy, praktyczna nauka języka niemieckiego;
- do klasy drugiej uczęszczały dzieci w wieku 10–16 lat; uczyły się religii, ewangelii, czytania niemieckiego i polskiego, kaligrafii, ortografii i gramatyki niemieckiej.

W początkowym okresie I wojny światowej w okolicach Ciężkowic toczyły się długotrwałe walki, najcięższe w grudniu 1914 r. oraz w pierwszych dniach maja 1915 r. w trakcie wielkiej bitwy pod Gorlicami. Pozostałością po nich jest pięć cmentarzy wojennych (nr 137, 138, 139, 140 i 141).
W 1934 Ciężkowice pozbawione zostały praw miejskich (odzyskały je po 64 latach).
W początkowym okresie okupacji hitlerowskiej od 3 października 1939 r. w mieście stacjonowała niemiecka 54 kompania strzelców krajowych (Landschützen) z okolic Stuttgartu, która z końcem marca 1940 r. została przeniesiona do Sanoka.
W następnych latach II wojny światowej w okolicach Ciężkowic działały jednostki Armii Krajowej.
W 2003 oddano do użytku halę sportową. W 2021 otwarto park zdrojowy imienia burmistrza Zbigniewa Jurkiewicza, w którym stosowana jest hydroterapia według metody księdza Sebastiana Kneippa. W 2023 powstała w przysiółku Rakutowa ścieżka edukacyjna w koronach drzew długości ponad 1 km.

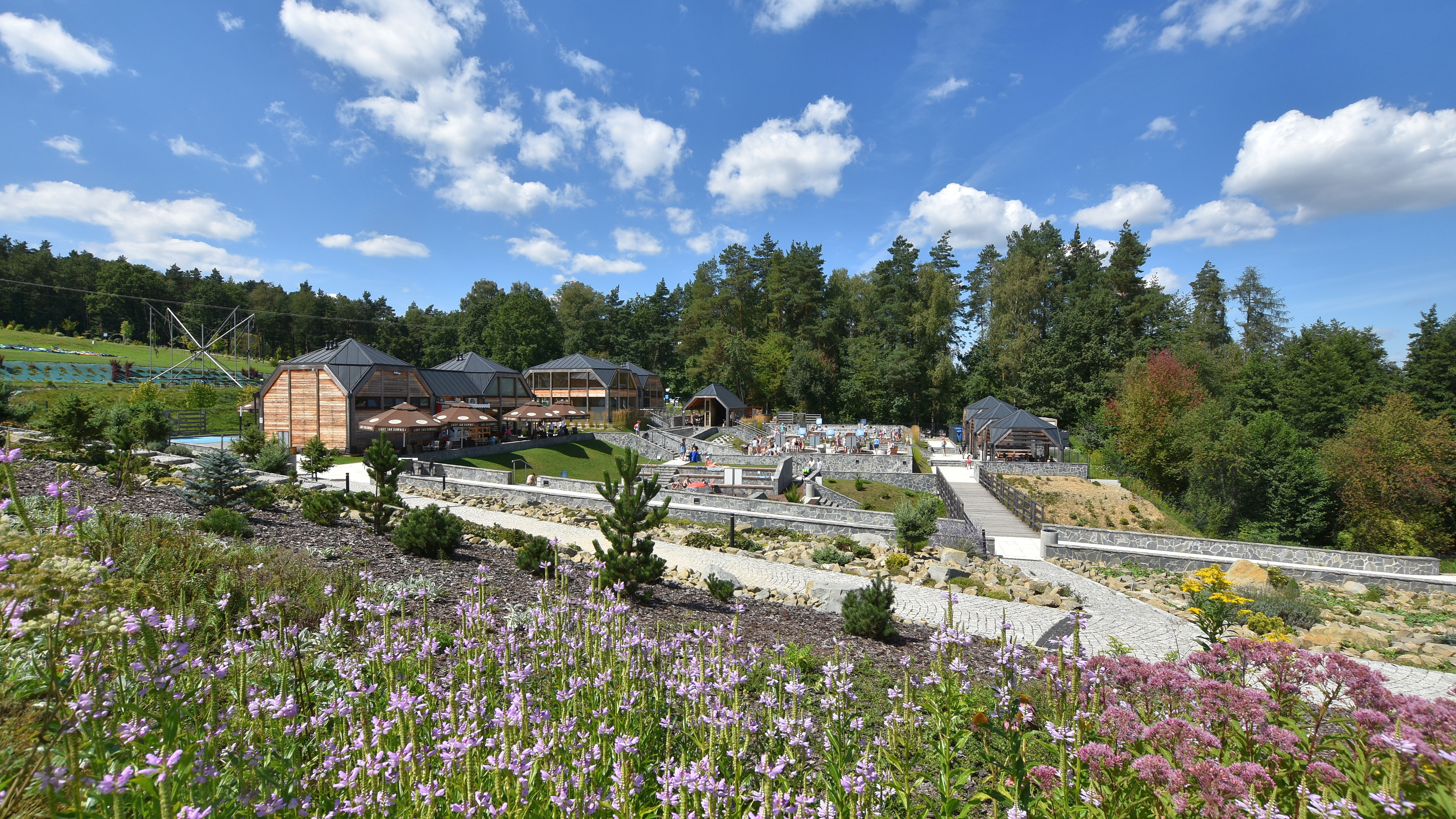
Park Zdrojowy
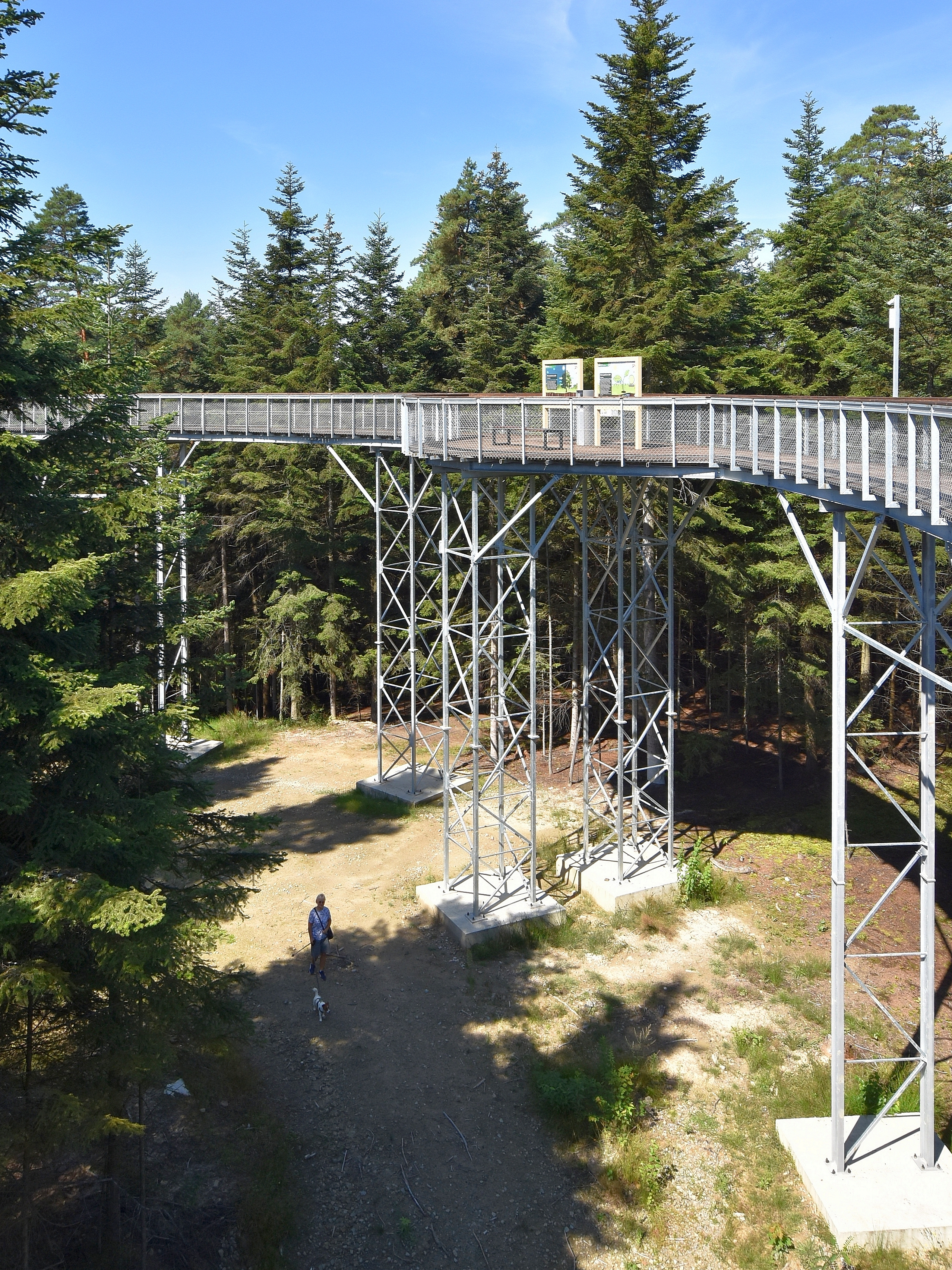
Ścieżka w koronach drzew
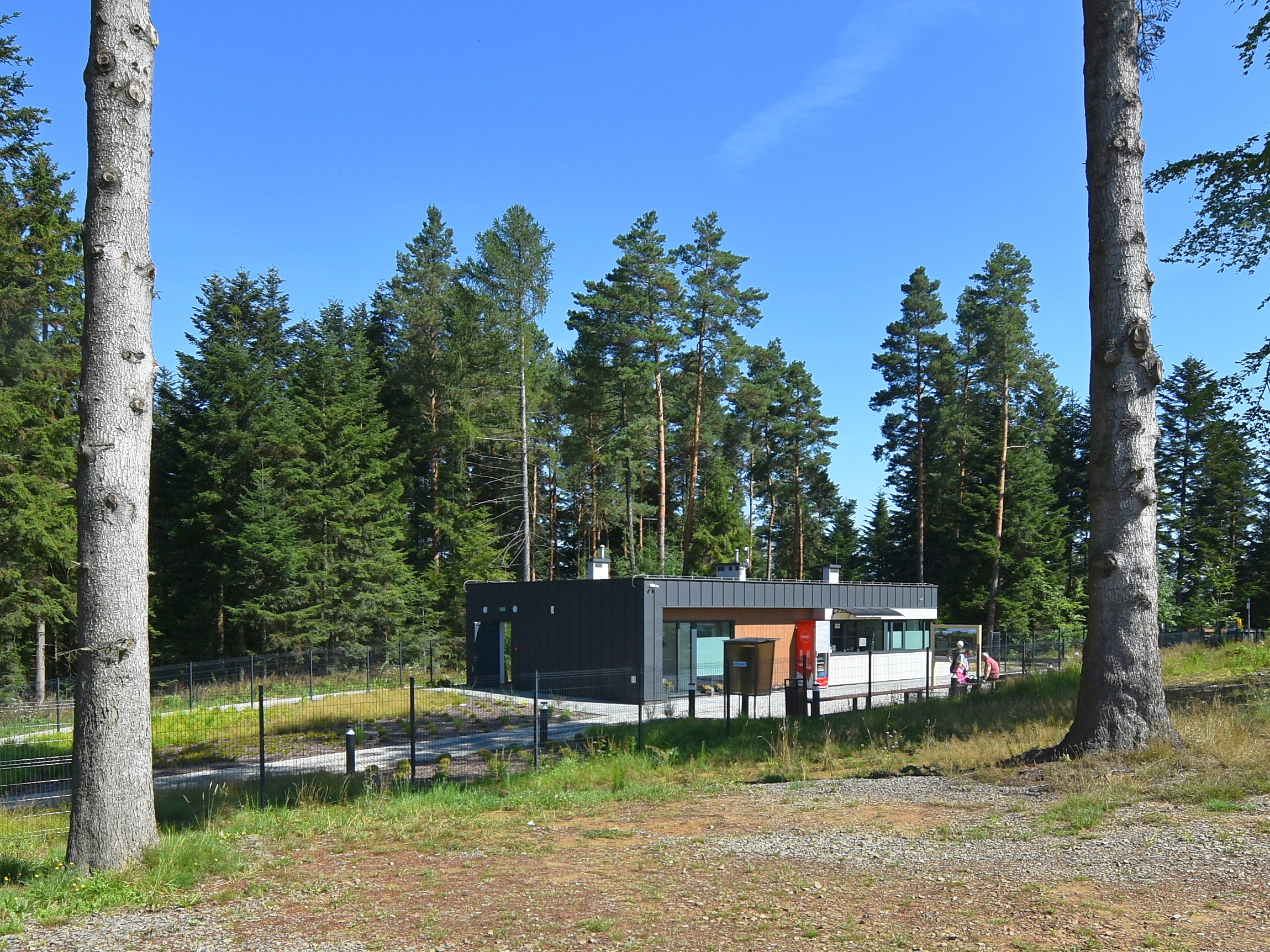
Wejście na ścieżkę

## Turystyka
W pobliżu znajduje się rezerwat przyrody Skamieniałe Miasto z licznymi ostańcami skalnymi.
Do najciekawszych obiektów należą:
- Muzeum Przyrodnicze im. Krystyny i Włodzimierza Tomków, prezentujące olbrzymią kolekcję ptaków, owadów i trofeów myśliwskich;
- kościół pw. Pana Jezusa Miłosiernego i św. Andrzeja, zbudowany w stylu neogotyckim w 1903 r., wg projektu Jana Sas-Zubrzyckiego, od 2003 Sanktuarium Pana Jezusa Miłosiernego. Znajduje się w nim cudowny obraz Chrystusa Miłosiernego Ecce Homo, podarowany miastu przez papieża Innocentego XI;
- klasycystyczny ratusz na rynku;
- drewniane domy z charakterystycznymi dla tej części Małopolski podcieniami;
- park zdrojowy im. Zbigniewa Jurkiewicza;
- posąg św. Floriana – patrona miasta, stojący w centrum rynku;
- pomnik „Ławeczka Paderewskiego”, stojący w rynku[8];
- przydrożne kapliczki wpisane do rejestru zabytków Wojewódzkiego Konserwatora Zabytków w Tarnowie;
- cmentarze wojenne nr 137, 138, 139, 140 i 141, z okresu I wojny światowej;
- budynek byłej rytualnej żydowskiej mykwy.

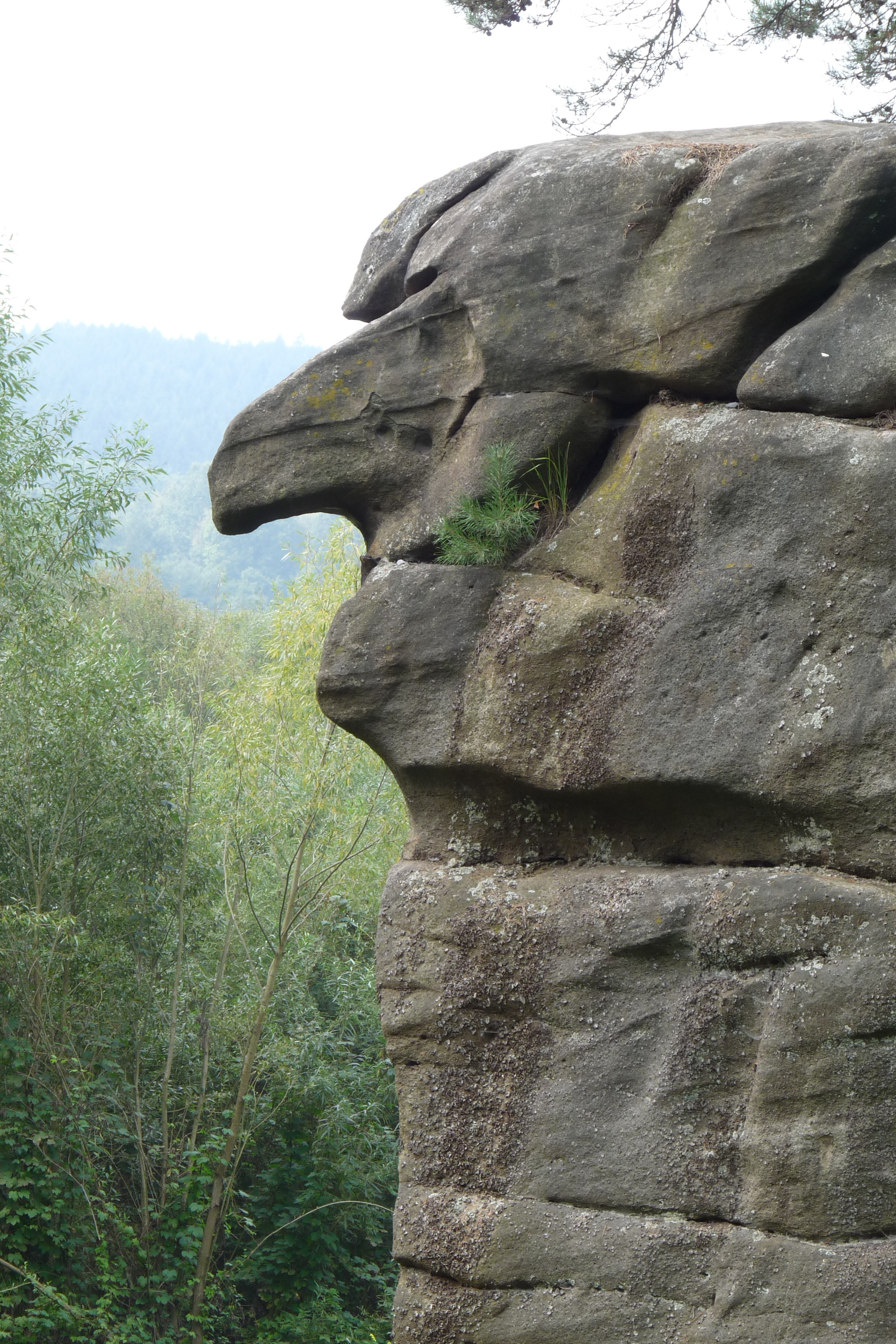
Skała „Czarownica” w rezerwacie
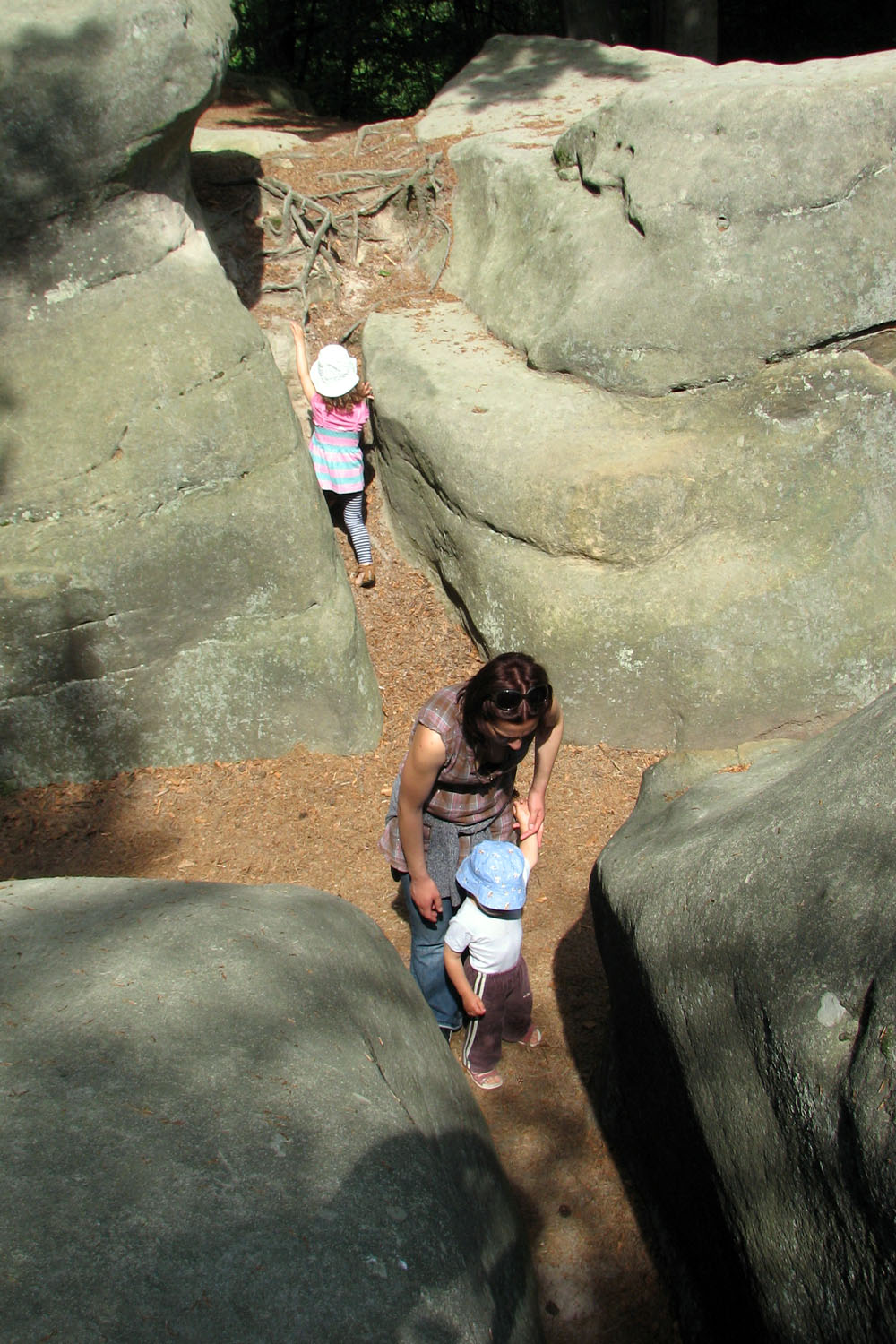
„Ulice” Skamieniałego Miasta
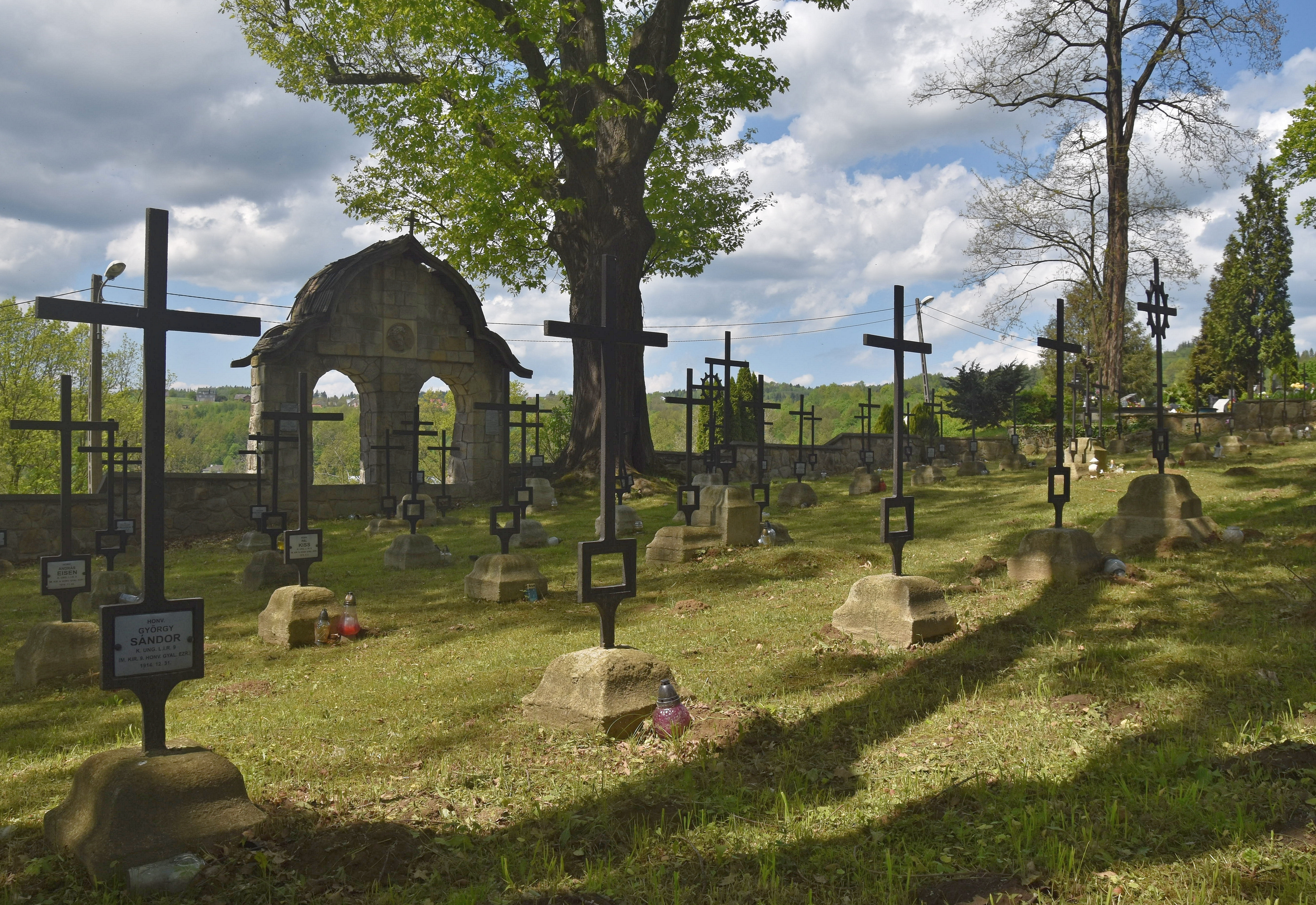
Cmentarz wojenny nr 137
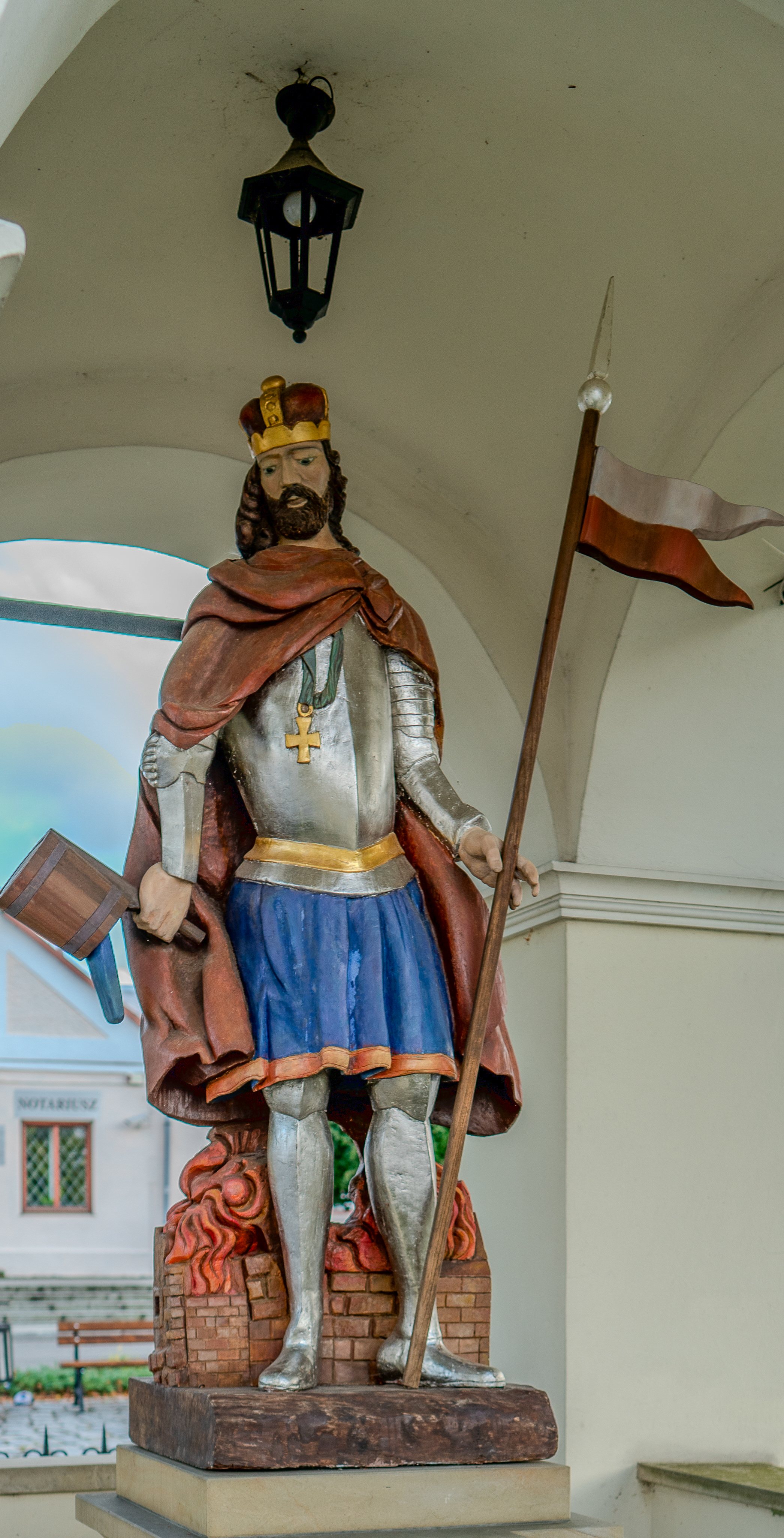
Posąg św. Floriana na rynku

Na przeciwnym, zachodnim brzegu rzeki Białej, w sąsiedniej Kąśnej Dolnej, znajduje się dworek Ignacego Jana Paderewskiego otoczony parkiem, gdzie odbywają się koncerty „Muzyczne Spotkania u Paderewskiego”. Artysta przyczynił się do rozwoju życia kulturalnego miasta, m.in. ufundował budynek, fortepian i książki dla założonego przy Rynku 15 Klubu Inteligencji Obywatelskiej.

### Szlaki turystyczne
Przez Ciężkowice przebiegają szlaki:
- turystyki pieszej:
  -  Tarnów – Góra Świętego Marcina – Trzemeska Góra – Tuchów – Brzanka – Jodłówka Tuchowska – Rzepiennik Strzyżewski – rezerwat Skamieniałe Miasto – Ciężkowice – Bruśnik – Bukowiec – Gródek nad Dunajcem
  -  na terenie miasta, łączący Muzeum Przyrodnicze, ratusz i rezerwat Skamieniałe Miasto (dojście do )
  - Szlak Niepodległości im. I.J. Paderewskiego.
- rowerowe
  -  „Widokowa pętla” – zielony
  -  „Przez rezerwat” – niebieski
  -  „Do źródeł Rakutowej” – czerwony
- Szlak architektury drewnianej

### Piramida wieku mieszkańców

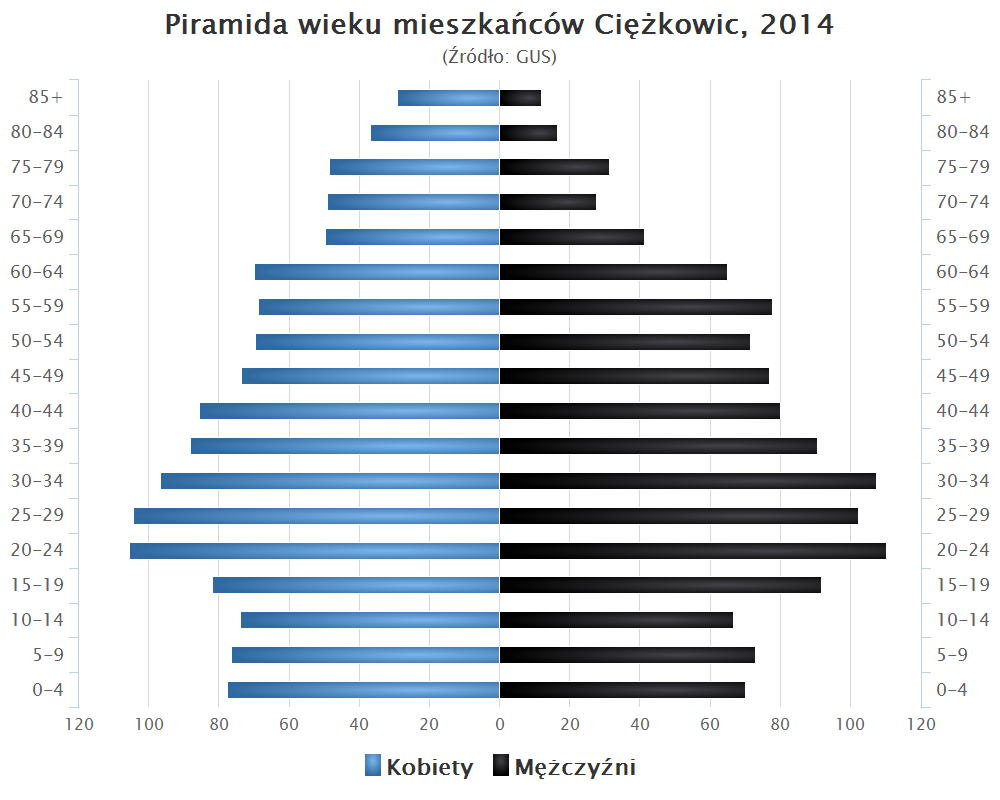
Piramida wieku mieszkańców Ciężkowic w 2014 roku

## Demografia

### Liczba ludności
- 1900 – 1856
- 1910 – 2014
- 1925 – 1934
- 1933 – 2079
- 1950 – 1811
- 1960 – 1908
- 1970 – 1936
- 1978 – 2035
- 1988 – 2183  [10]
- 1998 – 2478
- 1999 – 2366
- 2000 – 2337
- 2001 – 2367
- 2002 – 2369
- 2003 – 2400
- 2004 – 2407
- 2005 – 2387
- 2006 – 2389
- 2007 – 2421
- 2008 – 2395
- 2009 – 2393
- 2010 – 2387
- 2011 – 2493
- 2012 – 2480
- 2013 – 2483
- 2014 – 2496
- 2015 – 2485
- 2016 – 2454
- 2017 – 2470
- 2018 – 2469
- 2019 – 2479
- 2020 – 2447
- 2021 – 2444  [11]

## Sport
W Ciężkowicach działają dwa kluby sportowe:
- Ciężkowianka Ciężkowice – klub piłkarski – Klasa A, grupa Tarnów IV (2024/25)[13],
- LUKS Orzeł Ciężkowice – klub siatkarski – II małopolska liga siatkówki mężczyzn.